# Akmenė
Akmenė is een van de 60 Litouwse gemeenten, in het district Šiauliai.
De hoofdplaats is de stad Naujoji Akmenė. De gemeente telt 30.300 inwoners op een oppervlakte van 844 km².

## Plaatsen in de gemeente
Plaatsen met inwonertal (2001):
- Naujoji Akmenė – 12345
- Venta – 3412
- Akmenė – 3140
- Papilė – 1449
- Kruopiai – 614
- Kivyliai – 551
- Daubiškiai – 493
- Ramučiai – 490
- Sablauskiai – 477
- Alkiškiai – 444